# Captain Phillips - Attacco in mare aperto
Captain Phillips - Attacco in mare aperto (Captain Phillips) è un film del 2013 diretto da Paul Greengrass, con protagonista Tom Hanks.
Adattamento cinematografico del libro Il dovere di un capitano (A Captain's Duty: Somali Pirates, Navy SEALS, and Dangerous Days at Sea), autobiografia di Phillips, scritta in collaborazione con Stephan Tatty, il film racconta la vera storia del dirottamento della nave mercantile statunitense Maersk Alabama, avvenuto nell'aprile 2009 per mano di quattro pirati somali guidati da Abduwali Muse, e la cattura in ostaggio del comandante Richard Phillips. Il fatto passò alla storia perché si trattò del primo dirottamento di una nave da carico statunitense in 200 anni di storia navale.

## Trama
Il 28 marzo 2009, Richard Phillips, comandante della nave portacontainer Maersk Alabama, lascia sua moglie Andrea e i suoi due figli nel Vermont per prendere parte a una spedizione umanitaria al largo del Corno d'Africa per il Programma alimentare mondiale. Il 1º aprile la Maersk Alabama, con a bordo Phillips e venti membri dell'equipaggio, parte così dal porto di Salalah (Oman) alla volta di Mombasa (Kenya) per distribuire cibo e mezzi agricoli alla popolazione del terzo mondo.
Il 7 aprile, nell'oceano Indiano, durante un'esercitazione di routine anti-pirateria in mare aperto, Phillips nota sui radar due strani bersagli e, osservando con un binocolo, scopre due barche in avvicinamento verso la sua nave. Temendo un'azione di pirateria, Phillips ordina all'equipaggio di tornare ai posti di raduno e prepararsi all'emergenza, poi contatta la UK Maritime Trade Operation di Dubai per avvisare dell'emergenza e cerca di ingannare i pirati somali fingendo di contattare una nave da guerra. Una delle barche fugge, mentre l'altra, con a bordo quattro pirati, si avvicina sempre più alla nave, salvo poi rimanere in panne.
L'8 aprile, dopo aver riparato il motore, i 4 pirati Abduwali Muse, Adan Bilal, Nour Najee e Walid Elmi, armati di fucili d'assalto AK-47, si dirigono nuovamente all'assalto della Maersk Alabama. A questo punto Phillips, dopo aver informato dell'emergenza l'US Maritime Emergency Line di Northwood (Londra), cerca di respingerli attivando gli idranti e sparando alcuni bengala nella loro direzione. Nonostante ciò i pirati riescono ad agganciare la scala sulla murata della nave e Phillips ordina all'equipaggio di nascondersi nella sala macchine e aspettare i soccorsi.
I quattro pirati irrompono sul ponte di comando e prendono in ostaggio Phillips e i suoi colleghi. Phillips, tenuto sotto tiro da Muse, gli dice che la nave viene dall'America, trasporta solo cibo e che è in panne, e afferma che la cassaforte contiene una somma di circa 30 000 dollari. Muse gli spiega che vogliono sequestrare la nave con lo scopo di arricchirsi, rivolgendosi al comandante con il nomignolo di "Irish" per via delle sue origini irlandesi.
Sotto la minaccia delle armi, Phillips consegna ai pirati la sua ricetrasmittente mentre Muse gli ordina di perquisire insieme la nave e la sala macchine. Appena arrivati, Bilal, che è scalzo, si taglia accidentalmente i piedi a causa del vetro sparso dall'equipaggio come trappola davanti all'ingresso della sala. Muse ordina poi al dolorante Bilal di portare con sé Phillips sul ponte di comando e perquisisce da solo la sala macchine, dove viene aggredito dai membri dell'equipaggio, che lo feriscono alla mano con un coltello e lo catturano.
Dopo aver cercato di negoziare invano con i pirati, l'equipaggio è costretto a rilasciare Muse, quindi i pirati caricano Phillips a bordo di una lancia di salvataggio con l'intento di raggiungere la costa somala per ottenere un riscatto. Nel frattempo, sul cacciatorpediniere USS Bainbridge, il comandante Frank Castellano prende conoscenza dell'emergenza e ordina all'equipaggio di accostare a est verso la lancia per monitorare la situazione. 
Durante la notte, Muse cerca di contattare il suo capo Hufan con la sua radio e, uscito fuori dalla lancia, scopre che la Maersk Alabama non è in panne e che quindi il capitano Phillips gli ha mentito.
La mattina del 9 aprile, il comandante Castellano apprende dal viceammiraglio Michelle Howard che la Casa Bianca vuole optare per una soluzione pacifica per salvare il comandante Phillips, prima che la lancia raggiunga la Somalia; però Howard afferma anche che se Castellano non riuscirà a fermare i pirati, la Marina degli Stati Uniti manderà una squadra di assaltatori del DEVGRU.
Giunta la sera, Muse contatta nuovamente Hufan, il quale gli riferisce di avere un guasto al motore della sua barca e ordina a Muse di proseguire senza di lui. A Virginia Beach, intanto, un gruppo di assaltatori del DEVGRU dei Navy Seals si prepara a imbarcarsi su un C-130 per fronteggiare l'emergenza.
Poco tempo dopo il Bainbridge arriva e Castellano ordina ai pirati di lasciare libero Phillips; Muse gli risponde ribadendo che sono soltanto pescatori, non criminali, e che vogliono 10 milioni di dollari. Nemo, un interprete della Marina, interviene e domanda se hanno bisogno di cibo e acqua: Muse accetta, anche se teme inganni. Contemporaneamente un gruppo di soldati della Marina arriva alla Maersk Alabama e ordina all'equipaggio di dirigersi a Mombasa per motivi di sicurezza, dopo aver rassicurato l'equipaggio sul fatto che il comandante è in buone condizioni.
La mattina seguente, il 10 aprile, giungono verso la lancia due gommoni con a bordo di nuovo Nemo, che ordina ai pirati di mostrare Phillips. I pirati acconsentono e mostrano il comandante, il quale comunica di essere in ottime condizioni e di essere seduto allo strapuntino numero 15 della lancia. Dopo aver rimandato dentro il comandante, Muse pretende i 10 milioni di dollari e, durante una colluttazione, Najee spara un colpo di pistola vicino alla testa di Phillips. Castellano sente il colpo e ordina a Muse di passare la ricetrasmittente a Phillips: l'ostaggio rassicura Castellano, che allora cerca di convincere Muse sulle intenzioni pacifiche della Marina. Muse, nonostante le preghiere di Castellano e di Phillips, non vuole arrendersi e insiste nel voler portare l'ostaggio vivo in Somalia.
Durante la notte un C-130 fa paracadutare uno squadrone di assaltatori del DEVGRU. Nel frattempo Phillips, con la scusa di urinare, tenta di fuggire dalla lancia tuffandosi in mare ma, dopo aver scatenato l'allarme tra l'equipaggio del Bainbridge e sotto la minaccia delle armi da parte dei pirati, è costretto a risalire a bordo, dove viene brutalmente picchiato da Najee. Sarà Muse stesso a fermare il pestaggio.
Immediatamente dopo, un elicottero Black Hawk tiene sotto tiro la lancia e Castellano invita nuovamente i pirati ad arrendersi, ma Muse con una pistola risponde alla Marina minacciando di uccidere il capitano. Interviene un comandante del DEVGRU, che dichiara che alcuni negoziatori hanno parlato con gli anziani (i capi della tribù di provenienza dei pirati) per avviare un accordo. Muse acconsente al negoziato e risparmia la vita a Phillips.
La notte dell'11 aprile, sulla portaelicotteri USS Boxer, una squadra di cecchini del DEVGRU armati di fucili SR-25 viene inviata sul Bainbridge e stabilisce una posizione di tiro sul ponte di poppa del cacciatorpediniere, con l'ordine di reagire solo se la vita di Phillips si troverà in pericolo. Poco tempo dopo un gommone arriva vicino alla lancia e un negoziatore ordina ai suoi uomini di agganciarla con un cavo da rimorchio. Fatto ciò, il negoziatore fa indossare a Phillips una maglietta colorata e convince Muse, dopo qualche riluttanza, a salire a bordo del Bainbridge per incontrare gli anziani.
Sul ponte di poppa del Bainbridge vengono accesi dei fari per facilitare l'individuazione dei bersagli da parte dei cecchini, ma le onde investono la lancia, rendendo difficile il tiro di precisione degli assaltatori.
Phillips nel frattempo indossa la maglia che gli ha lasciato il negoziatore, ma Najee minaccia di ucciderlo e ordina a Bilal di sparargli se si muoverà ancora. Il capitano, ormai disperato, raccoglie da terra una penna e un foglio di carta per scrivere un messaggio a sua moglie, ma Najee lo aggredisce brutalmente e tra i due nasce una colluttazione che fa salire la tensione tra l'equipaggio del Bainbridge. Bilal colpisce Phillips col calcio del suo AK-47 e, dopo averlo bendato, lo lega in un angolo con una corda come per un'esecuzione, mentre questi urla disperato e invoca il nome dei suoi cari.
Najee punta insistentemente la pistola contro Phillips, quindi il comandante del DEVGRU, temendo per l'incolumità del comandante, ordina agli assaltatori di sparare. Tre tiratori scelti aprono il fuoco e i tre pirati a bordo muoiono crivellati. Poco dopo altri due assaltatori SEAL si introducono nella lancia, traggono in salvo Phillips e lo conducono a bordo del Bainbridge, mentre Muse viene arrestato ed estradato negli Stati Uniti con l'accusa di pirateria. Phillips viene infine condotto in infermeria per essere sottoposto a un esame medico dove, seppur disorientato e in stato di shock, ringrazia la squadra di soccorso per avergli salvato la vita.
Nei titoli di coda appaiono alcune didascalie che descrivono il rientro in patria di Phillips avvenuto il 17 aprile e la condanna negli Stati Uniti a 33 anni di carcere di Muse, che sconta la sua pena nel carcere di Terre Haute. Phillips è tornato in mare il 25 luglio 2010, poco più di un anno dopo il sequestro e tre mesi dopo la pubblicazione della sua autobiografia Il dovere di un capitano.

## Produzione
Le riprese del film iniziano il 26 marzo 2012 e si svolgono in varie nazioni. Negli Stati Uniti d'America alcune scene vengono girate tra gli Stati della Virginia e del Massachusetts in città come Boston, Worcester, Lincoln, Norfolk e Virginia Beach. Altre riprese sono state effettuate a Malta nella città di Senglea, al porto di Marsaxlokk e nei Mediterranean Film Studios. Altre sequenze sono state riprese in Marocco nelle città di Agadir e Sidi Bibi. Infine altre riprese sono state effettuate nei Longcross Studios, nel Regno Unito.
Per le riprese del film sono state utilizzate vere imbarcazioni, ma in quanto non disponibili le originali Maeresk Alabama e USS Bainbridge, al loro posto sono state utilizzate delle navi gemelle, rispettivamente, la Maeresk Alexander, identica in dimensioni e struttura alla Alabama, e la USS Truxtun (DDG-103), un cacciatorpediniere della classe Arleigh Burke, la stessa della Bainbridge.
Il budget del film è stato di 55 milioni di dollari.

## Promozione
Il primo trailer del film viene diffuso online l'8 maggio 2013, mentre il 30 agosto 2013 è stata diffusa online la versione italiana.

## Distribuzione
La pellicola è stata distribuita nelle sale cinematografiche statunitensi a partire dall'11 ottobre 2013, mentre in quelle italiane dal 31 ottobre.

## Accoglienza

### Incassi
Il film ha incassato globalmente 218791811 $.

### Critica
Sull'aggregatore Rotten Tomatoes il film riceve il 93% delle recensioni professionali positive con un voto medio di 8,3 su 10 basato su 281 critiche, mentre su Metacritic ottiene un punteggio di 82 su 100 basato su 48 critiche.

## Riconoscimenti
- 2014 - Premio Oscar
  - Nomination Miglior film a Scott Rudin, Dana Brunetti e Michael De Luca
  - Nomination Miglior attore non protagonista a Barkhad Abdi
  - Nomination Miglior sceneggiatura non originale a Billy Ray
  - Nomination Miglior montaggio a Christopher Rouse
  - Nomination Miglior sonoro a Chris Burdon, Mark Taylor, Mike Prestwood Smith e Chris Munro
  - Nomination Miglior montaggio sonoro a Oliver Tarney
- 2014 - Golden Globe
  - Nomination Miglior film drammatico
  - Nomination Miglior regia a Paul Greengrass
  - Nomination Miglior attore in un film drammatico a Tom Hanks
  - Nomination Miglior attore non protagonista a Barkhad Abdi
- 2014 - Premio BAFTA
  - Miglior attore non protagonista a Barkhad Abdi
  - Nomination Miglior film
  - Nomination Miglior regia a Paul Greengrass
  - Nomination Miglior attore protagonista a Tom Hanks
  - Nomination Miglior sceneggiatura non originale a Billy Ray
  - Nomination Miglior colonna sonora a Henry Jackman
  - Nomination Miglior fotografia a Barry Ackroyd
  - Nomination Miglior montaggio a Christopher Rouse
  - Nomination Miglior sonoro a Chris Burdon, Mark Taylor, Mike Prestwood Smith, Chris Munro, Oliver Tarney
- 2014 - Satellite Awards
  - Nomination Miglior attore a Tom Hanks
  - Nomination Miglior regista a Paul Greengrass
  - Nomination Miglior sceneggiatura non originale a Billy Ray
  - Nomination Miglior suono
- 2014 - Empire Awards
  - Nomination Miglior film
  - Nomination Miglior regista a Paul Greengrass
  - Nomination Miglior attore a Tom Hanks
  - Nomination Miglior debutto a Barkhad Abdi
  - Nomination Miglior thriller
- 2014 - Screen Actors Guild Awards
  - Nomination Miglior attore a Tom Hanks
  - Nomination Miglior attore non protagonista a Barkhad Abdi
- 2014 - Critics' Choice Movie Award
  - Nomination Miglior film
  - Nomination Miglior regista ad Paul Greengrass
  - Nomination Miglior attore a Tom Hanks
  - Nomination Miglior attore non protagonista a Barkhad Abdi
  - Nomination Miglior sceneggiatura non originale a Billy Ray
  - Nomination Miglior montaggio ad Christopher Rouse
- 2014 - Directors Guild of America Award
  - Nomination Miglior regia a Paul Greengrass
- 2014 - Writers Guild of America Award
  - Miglior sceneggiatura adattata per il cinema a Billy Ray
- 2014 - Eddie Award
  - Miglior montaggio in un film drammatico a Christopher Rouse
- 2014 - American Society of Cinematographers
  - Nomination Miglior fotografia a Barry Ackroyd
- 2014 - Art Directors Guild
  - Nomination Miglior scenografia per un film contemporaneo a Paul Kirby
- 2014 - People's Choice Awards
  - Nomination Miglior film drammatico
- 2014 - Motion Picture Sound Editors
  - Miglior montaggio sonoro nei dialoghi
- 2014 - MTV Movie Awards
  - Nomination Miglior cattivo a Barkhad Abdi